# 쓰쓰이촌
쓰쓰이촌(筒井村)은 북서부, 나라현 이코마군에 속해있던 촌이다. 현재의 야마토코리야마시 중남부에 해당한다.

## 역사
- 1889년 4월 1일 - 정촌제 시행에 의해 소에지모군 쓰쓰이촌이 성립하였다.
- 1896년 4월 1일 - 군제 시행에 의해 이코마군으로 변경되었다.
- 1940년 11월 3일 - 나라시에 편입해 소멸하였다.

## 교통

### 철도
- 오사카 전기철도
  - 가시하라선 (현 긴테쓰 가시하라선)

철도성 간사이 본선이 촌을 통과하고 있지만 역은 존재하지 않았다. 한편, 오사카 전기궤도는 본선 폐선 5일 후 간사이 급행전철과 합병해 간사이 급행철도가 되었다. 

## 참고문헌
- 角川日本地名大辞典 29 奈良県